# Wairakita
La wairakita és un mineral de la classe dels silicats, que pertany al grup de les zeolites. Rep el nom de la localitat de Wairakei, a Nova Zelanda, la localitat tipus d'aquesta espècie.

## Característiques
La wairakita és una zeolita de fórmula química Ca(Al₂Si₄O₁₂)·2H₂O. Cristal·litza en el sistema monoclínic. La seva duresa a l'escala de Mohs oscil·la entre 5,5 i 6. Forma una sèrie de solució sòlida amb l'analcima.
Segons la classificació de Nickel-Strunz, la wairakita pertany a «09.GB - Tectosilicats amb H₂O zeolítica, amb cadenes de connexions senzilles de 4-enllaços» juntament amb els següents minerals: amonioleucita, analcima, hsianghualita, lithosita, leucita, pol·lucita, kirchhoffita, laumontita, yugawaralita, roggianita, goosecreekita, montesommaïta i partheïta.

## Formació i jaciments
Va ser descoberta al llac Taupo, a l'àrea geotermal de Wairakei, a Waikato, a l'illa del Nord de Nova Zelanda. Tot i no ser gaire abundant, ha estat descrita en tots els continents del planeta a excepció de l'Antàrtida.